# Ben Starosta
Ben Mark Starosta (ur. 7 stycznia 1987 w Sheffield) – polski piłkarz grający na pozycji obrońcy. Zawodnik posiada również obywatelstwo brytyjskie.

## Kariera
Starosta urodził się w Sheffield jako syn polskiego emigranta. Jako dziecko rozpoczął treningi w juniorskiej drużynie Sheffield United. Do pierwszej drużyny został włączony w 2005 roku. 18 lutego 2006 roku został wypożyczony do Tamworth, gdzie zadebiutował tego samego dnia w zremisowanym 1:1 meczu z Kidderminster Harriers.
W lipcu 2007 roku wystąpił wraz z reprezentacją Polski U-20 na Mistrzostwach Świata odbywających się w Kanadzie. Z kolegami z drużyny dotarł do 1/8 finału w którym Polska uległa 1:3 przyszłym mistrzom świata – Argentynie. Po powrocie z imprezy został wypożyczony na pięć miesięcy do występującego w Football League Two Brentfordu. W The Bees stał się podstawowym zawodnikiem i wystąpił w 23 meczach (w tym 21 ligowych).
Do Sheffield wrócił na początku stycznia 2008 roku. Po trzech tygodniach został wypożyczony do Bradfordu. W The Bantams rozegrał 15 meczów ligowych, po czym powrócił do The Blades. Na początku sezonu 2008/09 Starosta został ponownie wypożyczony, tym razem na miesiąc do Aldershot Town. W Aldershot wystąpił w trzech ligowych meczach. Na początku września 2008 roku zawodnik na zasadzie wypożyczenia przeniósł się do beniaminka polskiej Ekstraklasy – Lechii Gdańsk. W Gdańskim klubie wystąpił w 11 ligowych meczach, dwóch Pucharu Ekstraklasy oraz w jednym Pucharu Polski. Nie strzelił żadnego gola. W lutym powrócił do Sheffield United, jednak do końca sezonu nie rozegrał już żadnego meczu.
W letnim okienku transferowym przeniósł się do Darlington grającego w League Two.
Następnie grał w Miedzi Legnica, w której zadebiutował 3 września 2011 w meczu z Jarotą Jarocin. W sezonie 2011/2012 razem z Miedzią wywalczył awans do I Ligi. W sierpniu 2012 roku za porozumieniem stron rozwiązał kontrakt z Miedzią Legnica i wyleciał do Anglii.
W styczniu 2013 roku podpisał kontrakt z filipińskim Global FC. W marcu 2014 opuścił klub. W maju tegoż roku przeszedł do Nuneaton Town FC. W marcu 2015 opuścił ten klub.